# Gwrych Castle
Gwrych Castle (walisisk: Castell Gwrych der betyder borg omgivet af hæk) er et country house fra 1800-tallet, der ligger i Conwy County Borough, Wales. Jordene der hører til bygningen er 236 hektar og ejendomen er ejet af en velgørende organisation. En del af jorden er leget ud til Natural Resources Wales i en kontrakt der forløber 999 år.
Det er en listed building af første grad.